# Bartniki (Kiwity)
Pour les articles homonymes, voir Bartniki.
Bartniki est un village polonais de la voïvodie de Varmie-Mazurie, dans le powiat de Lidzbark.